# Peter Frellesen
Peter Frellesen (* 20. März 1949 in Heide) ist ein deutscher Jurist und war von 2001 bis 2014 Richter am Bundesgerichtshof.

## Werdegang
Seine juristische Karriere begann Frellesen nach der Ausbildung als Rechtsanwalt. Nachdem er über drei Jahre anwaltlich tätig gewesen war, trat er 1979 in den Justizdienst des Landes Hessen ein. Dort war er zunächst als Richter auf Probe am Landgericht Frankfurt am Main tätig, wechselte aber 1980 in das Justizprüfungsamt beim Justizministerium Hessens. Seine Dissertation schrieb er unter dem Titel Die Zumutbarkeit der Hilfeleistung. Er wurde 1981 zum Richter am Landgericht ernannt, war aber weiter im Rahmen einer Abordnung im Justizprüfungsamt tätig. Ab 1984 war er neben der richterlichen Tätigkeit am Landgericht auch weiter auf einer halben Stelle im Prüfungsamt tätig. 1986 wurde Frellesen Richter am Oberlandesgericht Frankfurt am Main. Dort gehörte er dem 2. Zivilsenat an und war gleichzeitig Referatsleiter im Justizprüfungsamt. 
Am 2. Mai 2001 nahm er den Dienst als Richter am Bundesgerichtshof auf. Das Präsidium des Bundesgerichtshof wies Frellesen dem schwerpunktmäßig für das Kauf- und Mietrecht sowie das Recht der Handelsvertreter zuständigen VIII. Zivilsenat zu, dem er bis zu seinem Eintritt in den Ruhestand, ab Februar 2009 auch als stellvertretender Vorsitzender, angehörte. Von 2002 bis 2009 war Frellesen zudem Mitglied des Senats für Anwaltssachen des Bundesgerichtshofs.
Nach Erreichen der Altersgrenze trat Frellesen mit Ablauf des 30. Juni 2014 in den Ruhestand. Seit 2015 ist er als Ombudsmann für die privaten Banken in Deutschland tätig. 